# الرقة (دبي)
الرقة هو حي يقع في إمارة دبي في الإمارات العربية المتحدة ويبلغ عدد سكانها 5,684 نسمة. وصل عدد السكان في العام 2023 إلى (11,483) نسمة بكثافة سكانية تعادل (17,584) فرد/كم² بحسب بيانات مركز دبي للإحصاء. تقع المنطقة في قلب شرق دبي في ديرة، وهي مركز سكني وتجاري. يحد الرقة السبخة والمرقبات ونايف ويحدها من الجنوب خور دبي. وتتميز المنطقة بشبكة من الطرق الحيوية التي تربطها مع دبي وتسهل إمكانية الوصول ومن هذه الطرق شارع آل مكتوم وشارع الرقة وشارع بني ياس، بالإضافة لوجود عدد من محطات المترو في المنطقة أو بالقرب منها وهي محطة مترو الرقة، ومحطة مترو الاتحاد، ومحطة مترو أبو بكر الصديق، ومحطة مترو صلاح الدين. ويعود سبب تسمية المنطقة إلى الرق وهو الماء الضحل الذي يظهر عند حفر آبار المياه.

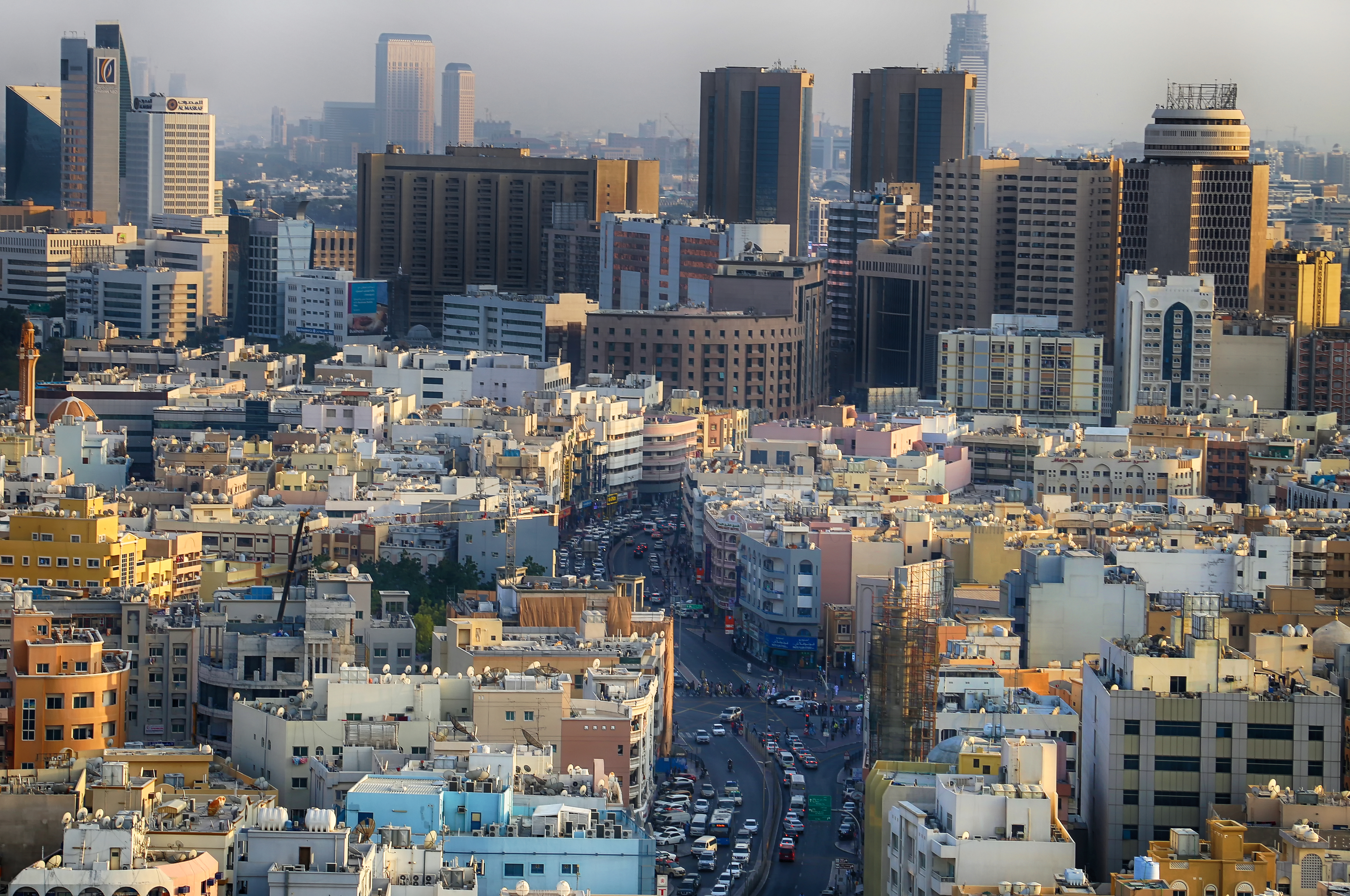
الرقة - دبي

يلعب كل من الرقة والمرقبات دورًا مركزيًا في احتفالات مهرجان دبي للتسوق. ويقع بلانيت بيبسي، أحد منتزهات مهرجان دبي للتسوق الترفيهي، في مدينة الرقة.

## الخدمات
تحتضن الرقة عدداً من المكاتب والمؤسسات الحكومية، مثل مكتب خدمة تخليص، ومكتب خدمة تسهيل الحكومي، وبلدية دبي، ومركز نظم المعلومات الجغرافية، ومكتب دائرة الأراضي والأملاك، ومكتب خدمة توجيه الحكومي.
يمكن للسكان الوصول بسهولة الى العديد من خيارات المدارس  الواقعة في ديرة وتشتمل المنطقة على عدة مراكز وعيادات كما تنتشر العديد من الحدائق القريبة من الرقة في المناطق المجاورة، ومنها:حديقة نايف وحديقة المطينة و حديقة أبو هيل وحديقة الحمرية للسيدات وحديقة هور العنز للسيدات